# بان لاجناحي
بان لاجناحي أو اليسار (الاسم العلمي: Moringa aptera) هو نوع نباتي يتبع جنس البان من الفصيلة البانية.  